# Nordals landsfiskalsdistrikt
Nordals landsfiskalsdistrikt var 1918-1951 ett landsfiskalsdistrikt i Älvsborgs län, bildat när Sveriges indelning i landsfiskalsdistrikt trädde i kraft den 1 januari 1918, enligt beslut den 7 september 1917. När Sveriges nya indelning i landsfiskalsdistrikt trädde i kraft den 1 januari 1952 (enligt kungörelsen 1 juni 1951) upphörde distriktet och dess område uppgick i det nya Melleruds landsfiskalsdistrikt.
Landsfiskalsdistriktet låg under länsstyrelsen i Älvsborgs län.

## Ingående områden

### Från 1918
Nordals härad:
- Dalskogs landskommun
- Gunnarsnäs landskommun
- Holms landskommun
- Järns landskommun
- Melleruds köping
- Skålleruds landskommun
- Örs landskommun